# Les Voivres
Pour l’article ayant un titre homophone, voir La Voivre.
Les Voivres sont une commune française située dans le département des Vosges, en région Grand Est.
Ses habitants sont appelés les Voivrais.

## Géographie

### Localisation
Le village est situé à 5 km au nord de Bains-les-Bains, bordé à l'ouest par le Côney et le canal de l'Est,.

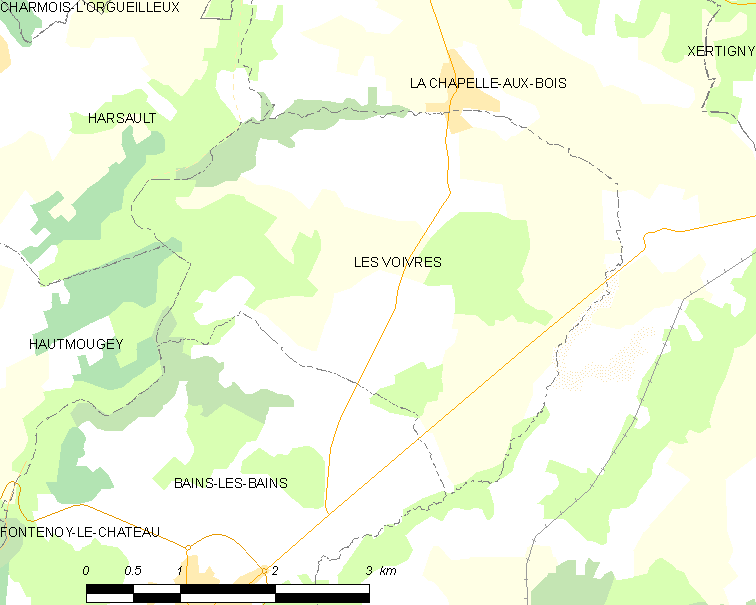
Carte de la commune des Voivres et des proches communes.

| Harsault        | La Chapelle-aux-Bois | La Chapelle-aux-Bois |
| Hautmougey      | Voivres              | La Chapelle-aux-Bois |
| Bains-les-Bains | Bains-les-Bains      | La Chapelle-aux-Bois |

### Géologie et relief

#### Sismicité
Commune située dans une zone  de sismicité modérée.

### Hydrographie et les eaux souterraines
Hydrogéologie et climatologie : Système d’information pour la gestion des eaux souterraines du bassin Rhin-Meuse :
Territoire communal : Occupation du sol (Corinne Land Cover); Cours d'eau (BD Carthage),
Géologie : Carte géologique; Coupes géologiques et techniques,
 Hydrogéologie : Masses d'eau souterraine; BD Lisa; Cartes piézométriques.
La commune est située dans le bassin versant de la Saône au sein du bassin Rhône-Méditerranée-Corse. Elle est drainée par le Coney, le Bagnerot et le ruisseau Jeandin.
Le Côney, d'une longueur totale de 55,2 km, prend sa source dans la commune de Dounoux et se jette  dans le canal de l'Est à Corre, après avoir traversé 20 communes.
Le Bagnerot, d'une longueur totale de 13,4 km, prend sa source dans la commune de Xertigny et se jette  dans le Côney à La Vôge-les-Bains, après avoir traversé quatre communes.

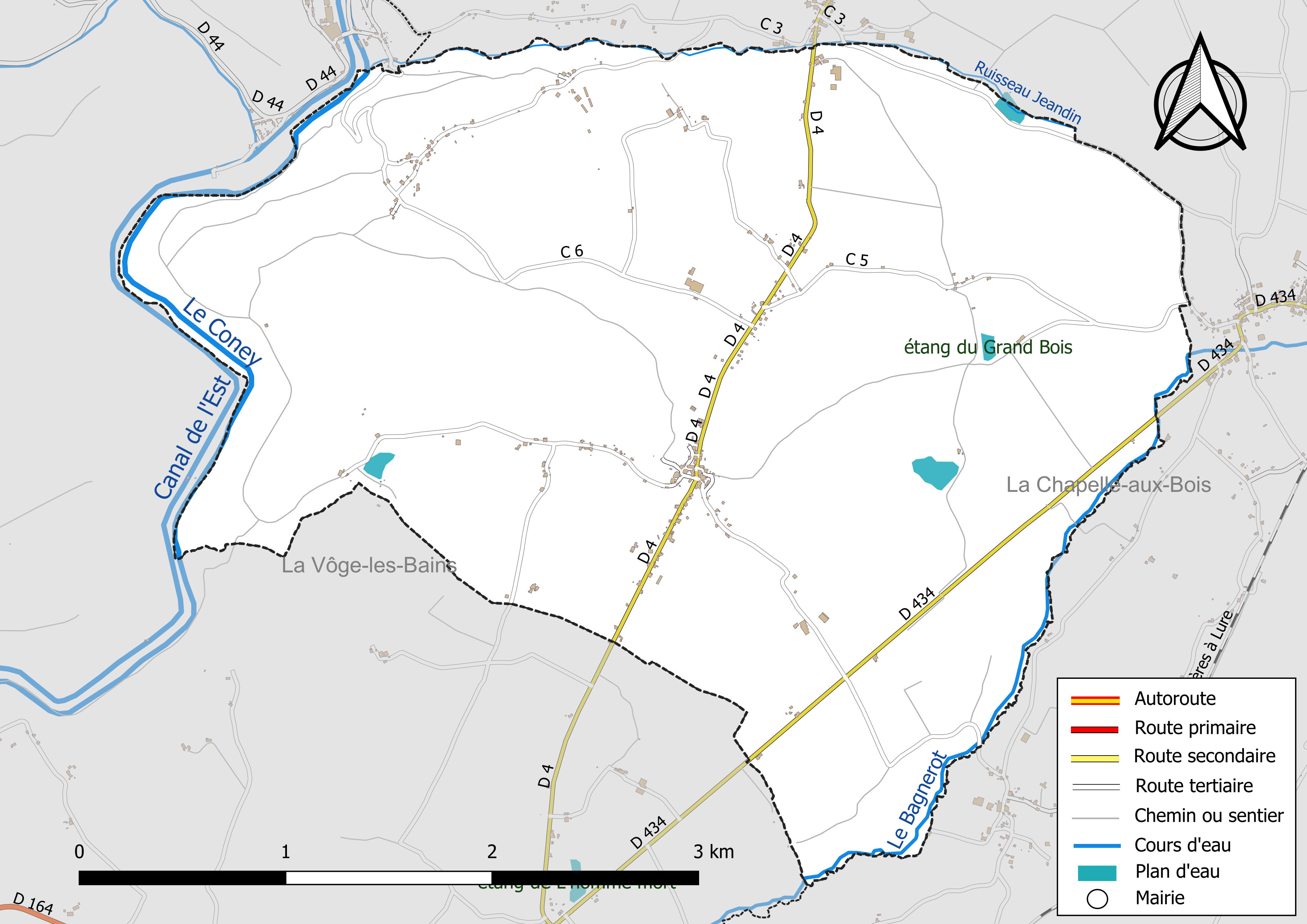
Réseaux hydrographique et routier des Voivres.

La qualité des cours d’eau peut être consultée sur un site dédié géré par les agences de l’eau et l’Agence française pour la biodiversité.

### Climat
Pour des articles plus généraux, voir Climat du Grand Est et Climat des Vosges.
En 2010, le climat de la commune est de type climat de montagne, selon une étude du Centre national de la recherche scientifique s'appuyant sur une série de données couvrant la période 1971-2000. En 2020, Météo-France publie une typologie des climats de la France métropolitaine dans laquelle la commune est exposée à un climat semi-continental et est dans la région climatique  Lorraine, plateau de Langres, Morvan, caractérisée par un hiver rude (1,5 °C), des vents modérés et des brouillards fréquents en automne et hiver. 
Pour la période 1971-2000, la température annuelle moyenne est de 9,4 °C, avec une amplitude thermique annuelle de 17 °C. Le cumul annuel moyen de précipitations est de 1 090 mm, avec 13,6 jours de précipitations en janvier et 10,5 jours en juillet. Pour la période 1991-2020, la température moyenne annuelle observée sur la station météorologique de Météo-France la plus proche, « Bains », sur la commune de La Vôge-les-Bains à 4 km à vol d'oiseau, est de 10,5 °C et le cumul annuel moyen de précipitations est de 1 356,7 mm. 
La température maximale relevée sur cette station est de 40,8 °C, atteinte le 25 juillet 2019 ; la température minimale est de −21,4 °C, atteinte le 24 décembre 2001,,. 
Les paramètres climatiques de la commune ont été estimés pour le milieu du siècle (2041-2070) selon différents scénarios d'émission de gaz à effet de serre à partir des nouvelles projections climatiques de référence DRIAS-2020. Ils sont consultables sur un site dédié publié par Météo-France en novembre 2022.

### Voies de communications et transports

#### Voies routières
- D4 vers La Rappe, La Vôge-les-Bains, Gremifontaine[14].

#### Transports en commun
- Fluo Grand Est.

#### Lignes SNCF
- Gare d'Épinal.
- Gare de Bains-les-Bains.

## Urbanisme

### Typologie
Au 1er janvier 2024, Les Voivres sont catégorisées commune rurale à habitat dispersé, selon la nouvelle grille communale de densité à sept niveaux définie par l'Insee en 2022.
Elle est située hors unité urbaine. Par ailleurs la commune fait partie de l'aire d'attraction d'Épinal, dont elle est une commune de la couronne,. Cette aire, qui regroupe 118 communes, est catégorisée dans les aires de 50 000 à moins de 200 000 habitants,.

### Occupation des sols
L'occupation des sols de la commune, telle qu'elle ressort de la base de données européenne d’occupation biophysique des sols Corine Land Cover (CLC), est marquée par l'importance des territoires agricoles (73,3 % en 2018), une proportion sensiblement équivalente à celle de 1990 (73,7 %). La répartition détaillée en 2018 est la suivante : 
terres arables (41,5 %), forêts (26,3 %), prairies (22,1 %), zones agricoles hétérogènes (9,7 %), zones urbanisées (0,4 %). L'évolution de l’occupation des sols de la commune et de ses infrastructures peut être observée sur les différentes représentations cartographiques du territoire : la carte de Cassini (XVIIIe siècle), la carte d'état-major (1820-1866) et les cartes ou photos aériennes de l'IGN pour la période actuelle (1950 à aujourd'hui).

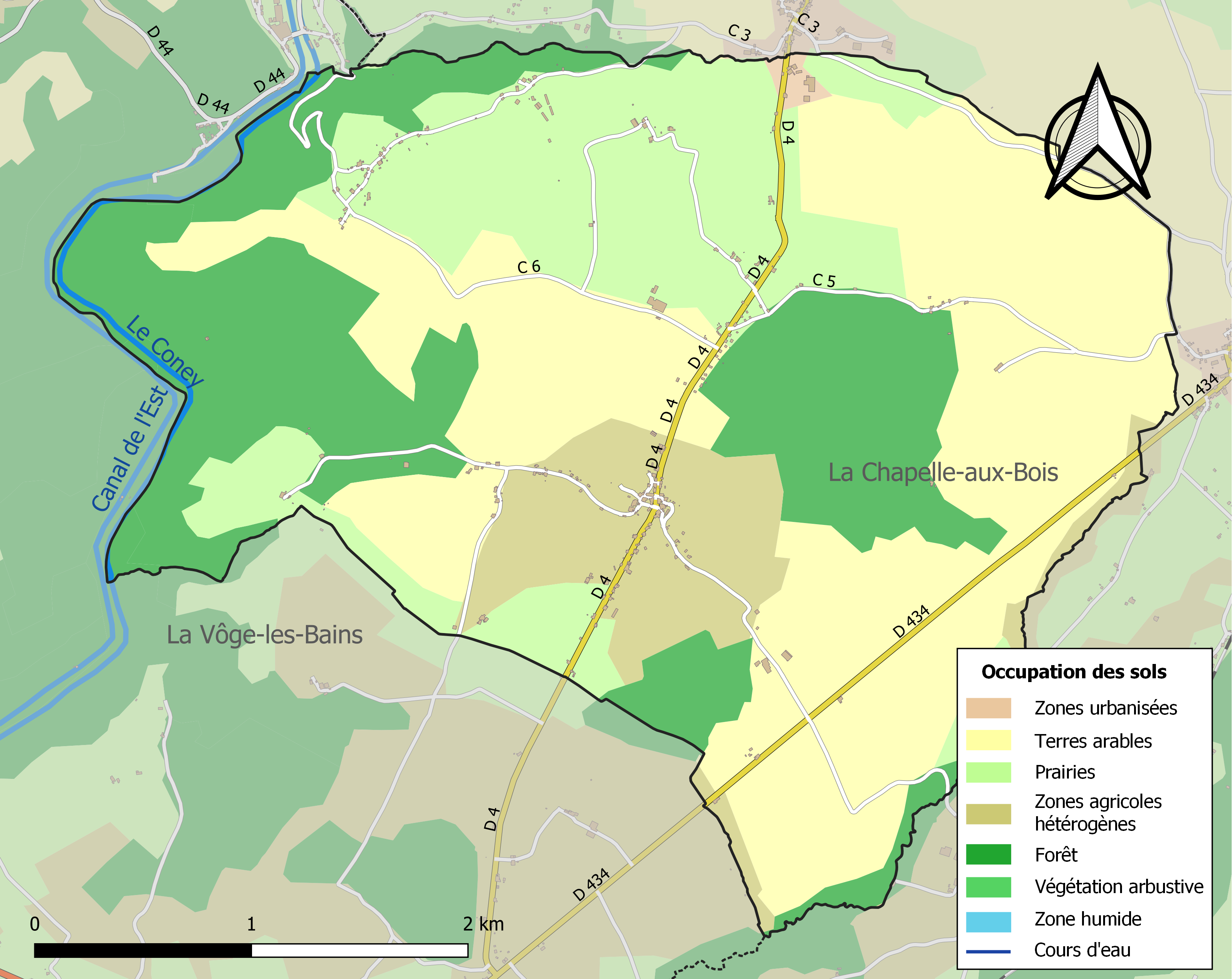
Carte des infrastructures et de l'occupation des sols de la commune en 2018 (CLC).

## Toponymie
Le lieu est attesté en 1711 sous la même forme ; le nom de la localité est attesté sous la forme Les Vouaivres au XVIIIe siècle.

L'étymologie du terme fait l'unanimité parmi les spécialistes :
- Auguste Longnon explique le terme voivre par un bas-latin vevra[22] désignant une « terre inculte couverte de mauvaises broussailles » ;
- Albert Dauzat et Charles Rostaing[20] listent à l'article Vabre, les formations toponymiques analogues qui remontent selon eux au gaulois *vobero, *vabero, « ruisseau (plus ou moins caché) » ;
- Ernest Nègre reprend les explications étymologiques des précédents et donne comme signification, d'après le dictionnaire de Walther von Wartburg : voivre « terre inculte, broussailles »[23],[24] ;
- Xavier Delamarre considère les toponymes du type La Voivre, etc. comme des produits de l'étymon gaulois uobera-, uoberno-, « source ou ruisseau caché » puis « bois, forêt », avec une évolution phonétique du type uo-bero > ua-bero pour expliquer tous ces noms de lieux. Il s'agit du même terme que le vieil irlandais fobar « source, ruisseau souterrain », irlandais fobhar « puits, passage d'une rivière ». Il cite encore Joseph Loth qui donne le sens de « ruisseau plus ou moins caché, pas toujours apparent, encaissé »[25].

## Histoire
À l'époque médiévale, le site faisait partie du finage de Bains-les-Bains. La commune est créée en 1802 mais reste dépendante de la paroisse de Bains jusqu'en 1842.
Le 28 avril 1821, la commune des Voivres, comme celle de Fontenoy-le-Château ou celle Bains-les-Bains, est soustraite de l'arrondissement de Mirecourt pour être rattachée à l'arrondissement d'Épinal.
Dans le Dictionnaire géographique universel daté de 1833, on cite :Village de France, département des Vosges, arrondissement et à 4 lieues et demi au sud-ouest d'Épinal, canton et à une lieue au nord-est de Bains. Usines à fer et tréfilerie. 620 habitants.
Le dictionnaire de Géographie de 1854 donne dix ans plus tard une population de 895 habitants.
Lors de l'Exposition universelle de 1855, on expose dans la section Construction une lave pour couvrir les toits dont le grès bigarré provient d'une carrière des Voivres,. Le grès bigarré des Voivres à une belle réputation puisqu'on le trouve cité de nouveau dans L'art de construire en 1855.

## Politique et administration

### Budget et fiscalité 2022

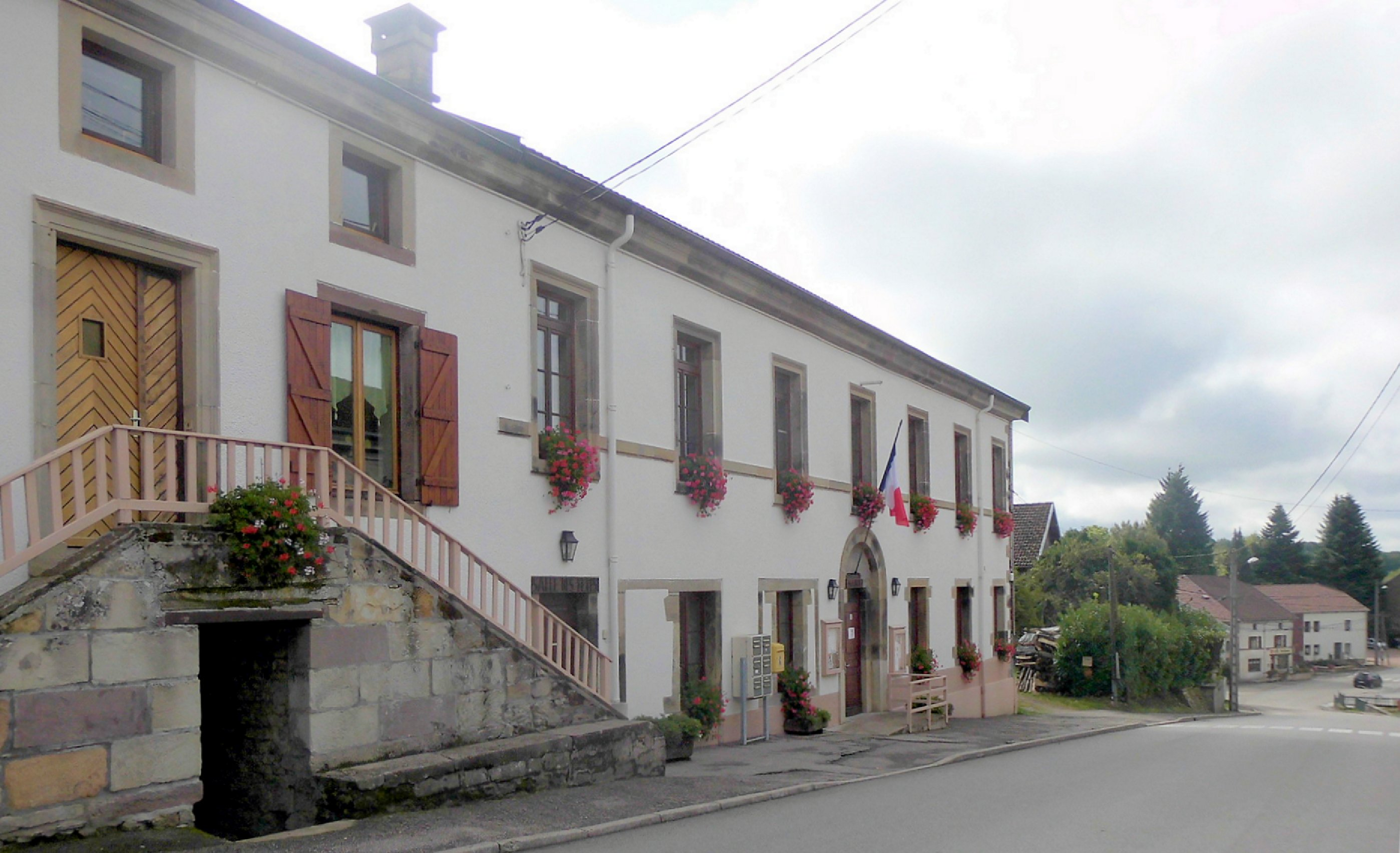
La mairie des Voivres.

En 2022, le budget de la commune était constitué ainsi :
- total des produits de fonctionnement : 431 000 €, soit 1 405 € par habitant ;
- total des charges de fonctionnement : 428 000 €, soit 1 395 € par habitant ;
- total des ressources d'investissement : 167 000 €, soit 542 € par habitant ;
- total des emplois d'investissement : 378 000 €, soit 1 232 € par habitant ;
- endettement : 361 000 €, soit 1 175 € par habitant.

Avec les taux de fiscalité suivants :
- taxe d'habitation : 16,02 % ;
- taxe foncière sur les propriétés bâties : 46,37 % ;
- taxe foncière sur les propriétés non bâties : 24,13 % ;
- taxe additionnelle à la taxe foncière sur les propriétés non bâties : 0,00 % ;
- cotisation foncière des entreprises : 0,00 %.

Chiffres clés Revenus et pauvreté des ménages en 2021 : médiane en 2021 du revenu disponible, par unité de consommation : 19 310 €.

### Liste des maires
| Période                                  | Période                      | Identité        | Étiquette | Qualité                                                           |
| ---------------------------------------- | ---------------------------- | --------------- | --------- | ----------------------------------------------------------------- |
| Les données manquantes sont à compléter. |                              |                 |           |                                                                   |
| mars 1989                                | En cours (au 8 février 2022) | Michel Fournier |           | Fleuriste, Président de l'Association des Maires Ruraux de France |

## Population et société
En 1990, constatant que l'école primaire était menacée de fermeture, le maire nouvellement élu, Michel Fournier, décida de lancer un appel dans la presse afin de trouver des couples avec enfants susceptibles de venir s'installer à la campagne. 
Cinq familles répondirent à l'appel. La mairie racheta des maisons, les réhabilita et les mit en location-vente aux nouveaux habitants.

### Démographie

#### Évolution démographique
L'évolution du nombre d'habitants est connue à travers les recensements de la population effectués dans la commune depuis 1793. Pour les communes de moins de 10 000 habitants, une enquête de recensement portant sur toute la population est réalisée tous les cinq ans, les populations de référence des années intermédiaires étant quant à elles estimées par interpolation ou extrapolation. Pour la commune, le premier recensement exhaustif entrant dans le cadre du nouveau dispositif a été réalisé en 2005.

En 2022, la commune comptait 285 habitants, en évolution de −9,52 % par rapport à 2016 (Vosges : −2,96 %, France hors Mayotte : +2,11 %).
| 1793 | 1800 | 1806 | 1821 | 1831 | 1836 | 1841 | 1846 | 1856 |
| ---- | ---- | ---- | ---- | ---- | ---- | ---- | ---- | ---- |
| 611  | 704  | 702  | 809  | 807  | 819  | 895  | 816  | 790  |

| 1861 | 1866 | 1876 | 1881 | 1886 | 1891 | 1896 | 1901 | 1906 |
| ---- | ---- | ---- | ---- | ---- | ---- | ---- | ---- | ---- |
| 789  | 808  | 742  | 799  | 689  | 652  | 590  | 577  | 576  |

| 1911 | 1921 | 1926 | 1931 | 1936 | 1946 | 1954 | 1962 | 1968 |
| ---- | ---- | ---- | ---- | ---- | ---- | ---- | ---- | ---- |
| 533  | 491  | 453  | 426  | 462  | 372  | 325  | 296  | 258  |

| 1975 | 1982 | 1990 | 1999 | 2005 | 2006 | 2010 | 2015 | 2020 |
| ---- | ---- | ---- | ---- | ---- | ---- | ---- | ---- | ---- |
| 227  | 222  | 210  | 301  | 317  | 319  | 347  | 320  | 292  |

| 2022 | - | - | - | - | - | - | - | - |
| ---- | - | - | - | - | - | - | - | - |
| 285  | - | - | - | - | - | - | - | - |

### Enseignement
Établissements d'enseignement :
- écoles maternelle et primaire ;
- collèges à Bains-les-Bains, Xertigny ;
- lycées à Bains-les-Bains, Harol, Épinal.

### Santé
- Professionnels de santé à Bains-les-Bains, Xertigny et Épinal.

### Cultes
- Culte catholique, paroisse Saint-Colomban-en-Vôge, diocèse de Saint-Dié[41].

## Économie

### Entreprises et commerces
La carrière de grès de la Colause à proximité du pont des Fées, vestige d'un pont romain, fut ouverte en 1895 pour la reconstruction de la digue du réservoir de Bouzey.
Les Voivres étaient une commune sans industrie, où l'agriculture périclitait. 
Une ferme piscicole a vu le jour autour de l'étang Lallemand ; le tourisme vert se développe désormais.

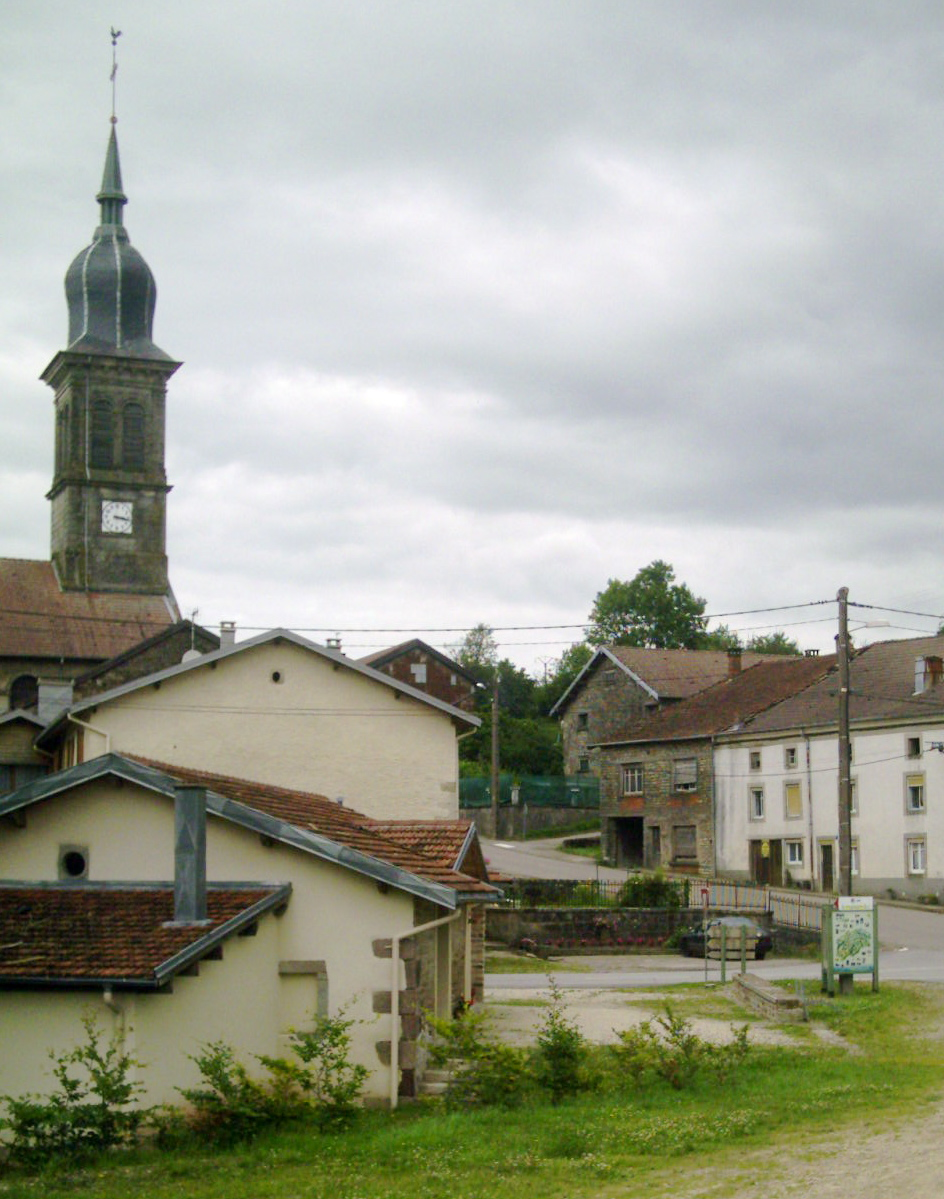
Ferme du Ru Migaille.

### Agriculture - aquaculture
- Culture de légumes, de melons, de racines et de tubercules.
- Élevage de vaches laitières.
- Élevage d'autres bovins et de buffles.
- Aquaculture en eau douce.

### Hébergement touristique
L'Office départemental des centres de vacances et de loisirs (Odcvl), société coopérative française créée en 1939, commercialise principalement des séjours de vacances en France et à travers le monde pour groupes et familles. 
Il dispose d'un centre permanent dans la comumne.

### Commerces et artisanat
- La création d'un Pôle d'excellence rurale (P.E.R) sur la commune s'inscrit dans une logique de structuration d'une filière économique : celle du bois feuillus (hêtre principalement)[43]. Ainsi, l'entreprise innovante In'Bô créée en 2016 par cinq ingénieurs formés à l'école nationale supérieure des technologies et industries du bois d'Épinal a été accueillie.
- Commerces et services de proximité.
- Atelier d'artiste et d'exposition du Grand Bois[44].

## Culture locale et patrimoine

### Lieux et monuments

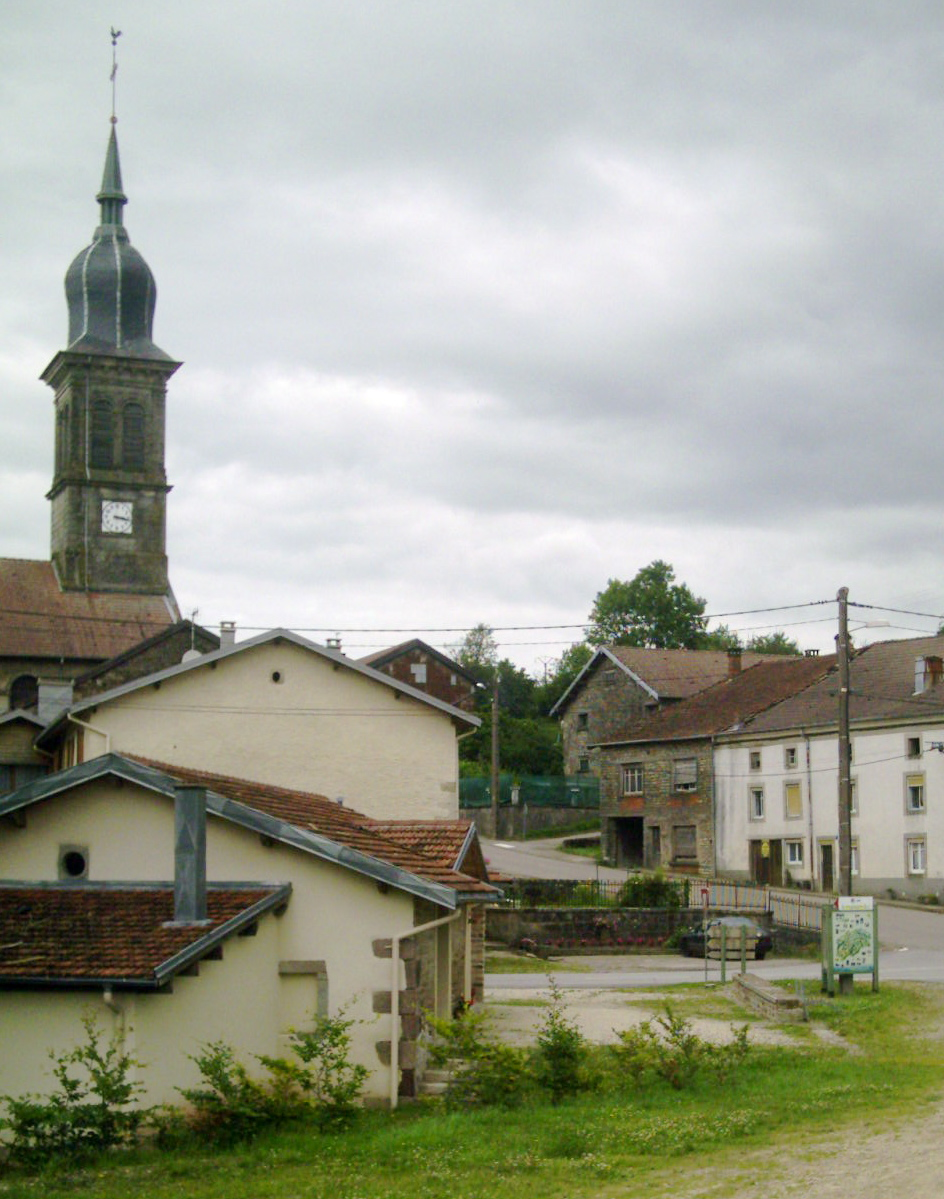
L'église Saint-Remy et la rue principale.
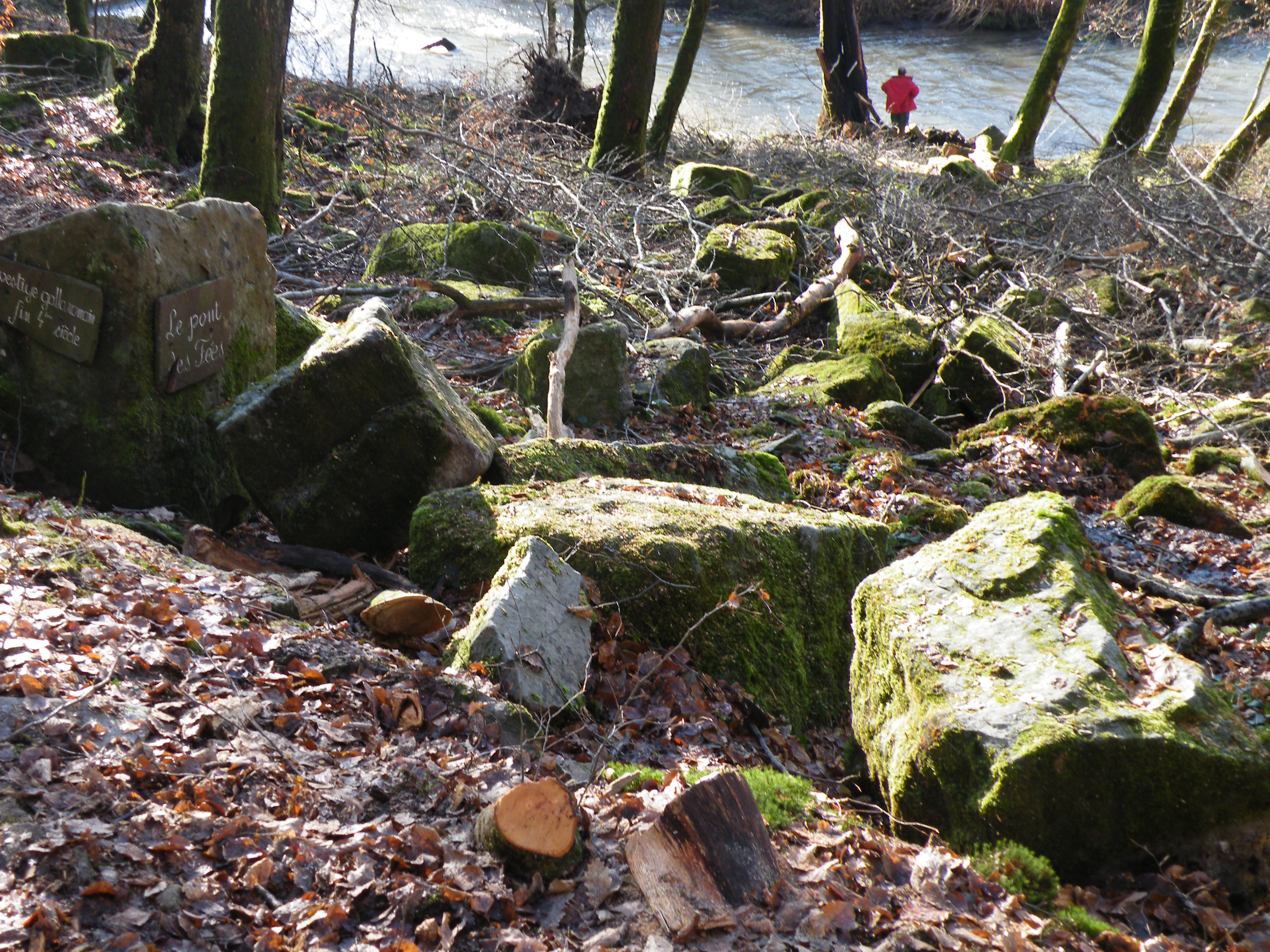
Le Pont-des-Fées, vestige gallo-romain au bord du Côney.
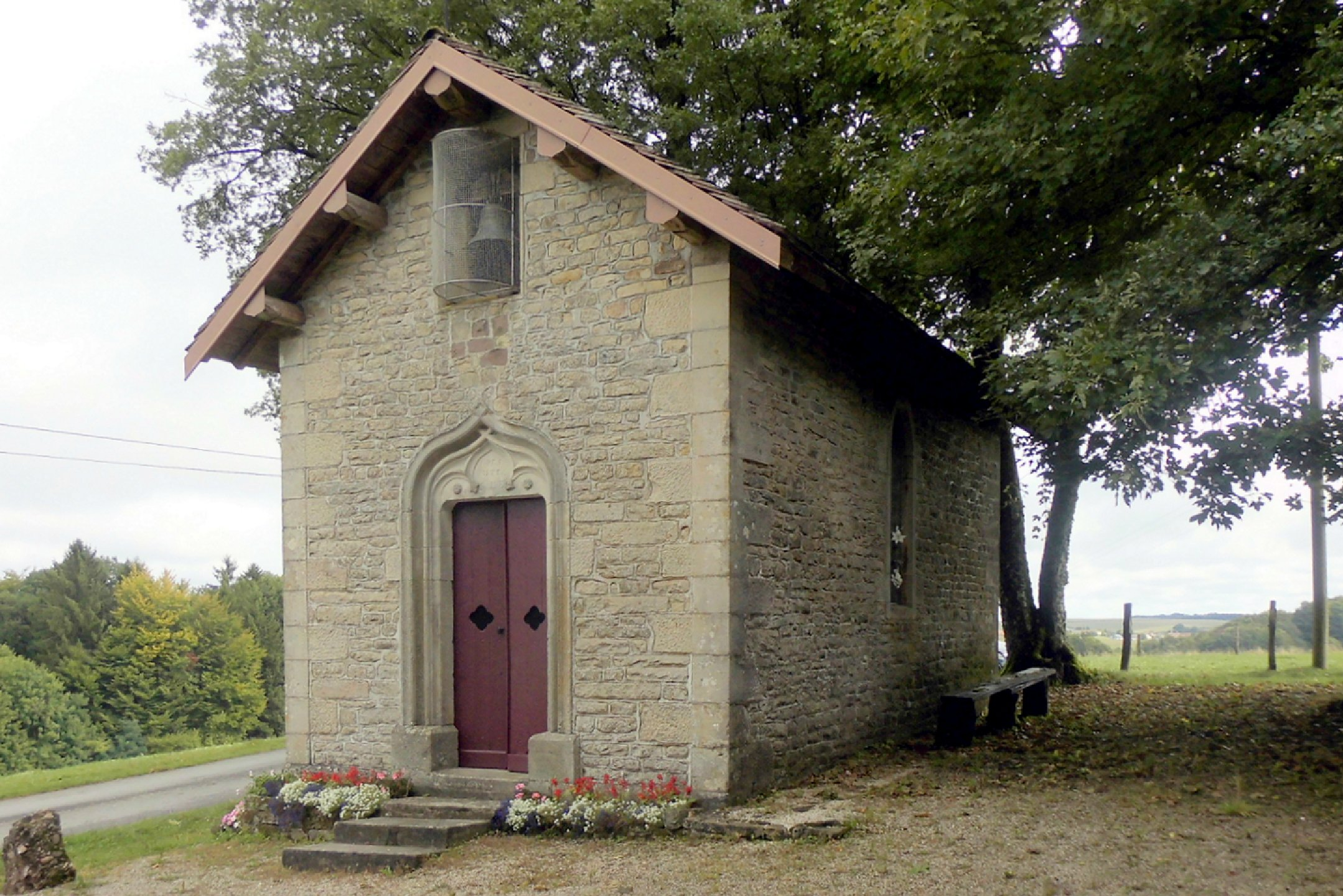
La chapelle Bonne Espérance.

- Église Saint-Remy, construite en 1841[45].

Toile représentant le baptême de Clovis par Saint Rémi, daté de 1847 et signé Balot, peintre à Escles.
Deux fresques, de 1861-1862, de chaque côté du chœur signées Reichler.
- Le Pont des Fées, altération de pont défait, serait, c'est la théorie de l'historien Constant Olivier[46], un vestige d'un pont de l'époque gallo-romaine construit dans le prolongement de la voie romaine Escles Harsault[47],[48],[49]. Les vestiges du pont ont été très abimés lors du percement du canal de l'Est.
- La chapelle Bonne Espérance[50],[51].
- Patrimoine architectural rural recensé par le service de l'Inventaire général du patrimoine culturel[52].

### Personnalités liées à la commune
- Michel Fournier, maire des Voivres et président de l’Association des maires ruraux de France

## Pour approfondir

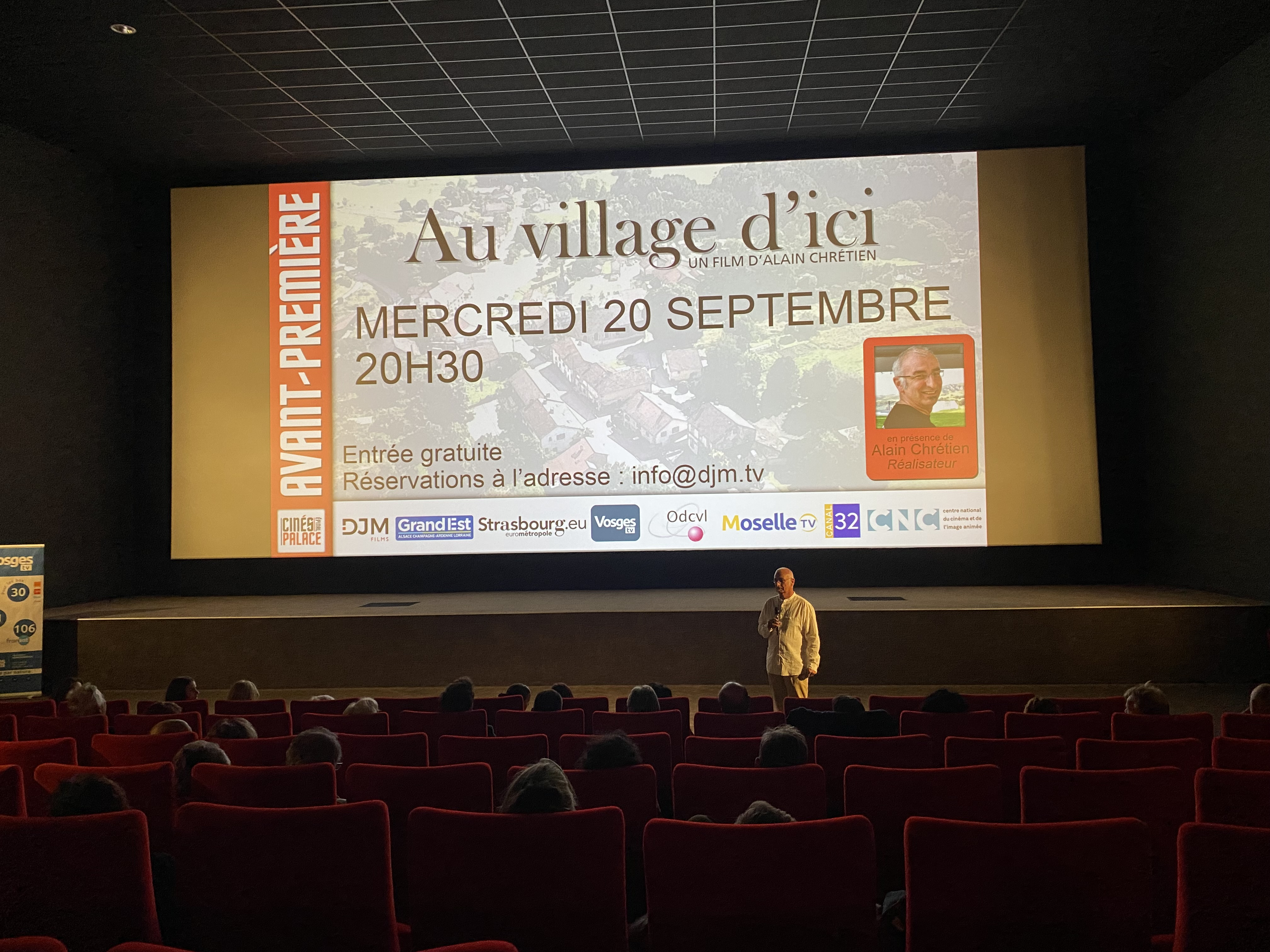
Projection en avant-première du film "Au village d'ici " au cinépalace d'Epinal.

### Filmographie
- Au village d'ici   documentaire d'Alain Chrétien  coproduit par Vosges Télévision et DJM-Films[53]